# Укреплённый район

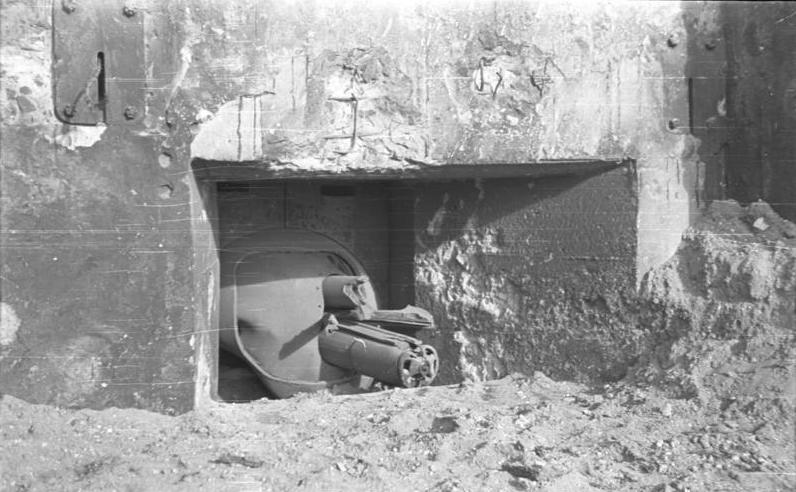
Огневая точка Могилёв-Ямпольского укрепрайона.

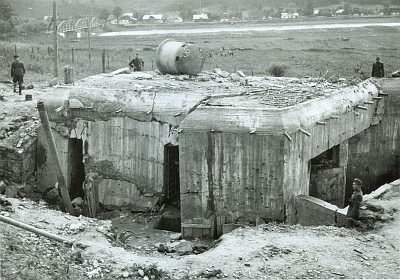
Уничтоженный словаками ДОТ, Перемышльского укрепрайона 1941 год.

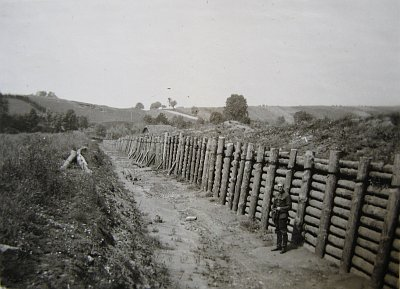
Эскарп, противотанковые заграждения Перемышльского укрепрайона, 1941 г.

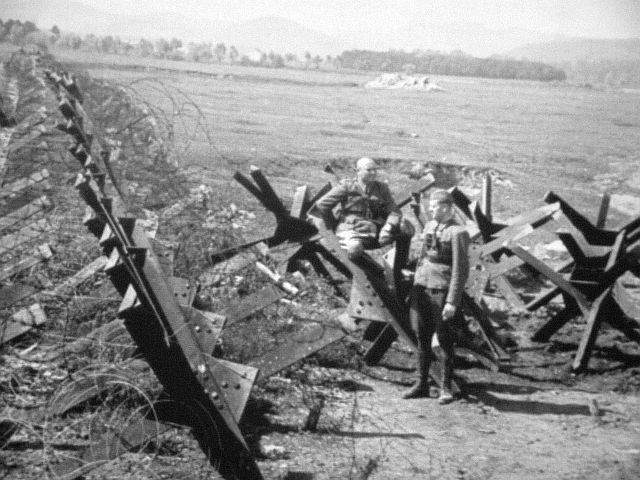
Противотанковые и противопехотные заграждения Перемышльского укрепрайона, 1941 год.

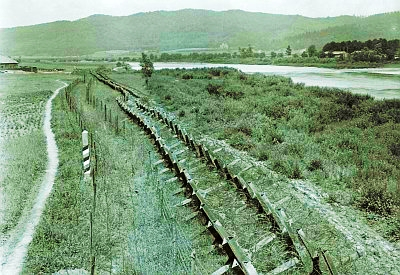
Противотанковые и противопехотные заграждения Перемышльского укрепрайона, район города Санок 1941 год.

Укреплённый райо́н, укрепрайон, УР — район местности, оборудованный в инженерном отношении для обороны, линия обороны в виде узлов сопротивления долговременных укреплённых позиций, находящихся во взаимодействии и образующих общую группу (десятки километров инженерных сооружений, различных заграждений, управляемых и неуправляемых минных полей), а также формирование (воинская часть) составляющее гарнизон войск (см. Войска укреплённых районов) предназначенных для выполнения оборонительных задач.

33. Укрепленные районы, являясь системой долговременных укреплений, обеспечивают длительное сопротивление в них специальных гарнизонов и общевойсковых соединений.
Сковывая противника на всем своем фронте, они создают возможность сосредоточения крупных сил и средств для нанесения врагу сокрушительных ударов на других направлениях.
От войск, ведущих бои в укрепленных районах, требуется особое упорство, выносливость и выдержка.— Глава вторая "Организация войск РККА" 1. Рода войск и их боевое применение, Полевой устав РККА (ПУ-39)

## История
УР это первоначально в фортификационном деле сочетание нескольких крепостей (сооружений), поддерживающих одна другую, отстоящих не далее 20 — 30 вёрст одна от другой с их районами, в вооружённых силах государства, находящихся во взаимодействии с друг другом и образующих общую группу, для защиты той или иной территории государства от врагов. Укрепрайоны стали массово создавать в последней четверти XIX века, но большого распространения они не получили, в связи с дороговизной. После Первой мировой войны система укрепления границ линиями крепостей была признана неэффективной многими военными специалистами, и во многих государствах появились предложения о создании вдоль госграниц сплошных широких по глубине обороны полос, состоящих из новых УРов (в новом их понимании и исполнении). Перед Второй мировой войной в ряде государств УРы строились в системе укреплённых линий по госгранице и состояли из нескольких оборонительных полос (позиций обороны).

### Гражданская война в России
Впервые УР полевого типа, построенные из подручных материалов, были применены (построены) войсками Красной Армии (РККА) (Трудовая армия) во время Гражданской войны для прикрытия подступов к важным политическим и промышленным центрам страны (Москва, Петроград, Самара и другим).
Оборонительный характер боевых действий во время Гражданской войны первой половины 1918 года, вызвал в РККА необходимость создания укреплённых (оборонительных) районов в пределах фронтов и системы оборонительных пунктов. В их задачу входило: прикрытие подступов к политическим и промышленным центрам страны, удержание важных рубежей, городов до подхода полевых войск РККА, обеспечение тыла фронта или армии, подготовка плацдарма для наступления. В УРах формировались для фронта резервные соединения, воинские части, маршевые роты. Наиболее важные в оперативно-стратегическом отношении УРы создавались по решению Совета Рабоче-Крестьянской Обороны, остальные — по приказам и распоряжениям РВСР, РВС фронтов и армий и находились в их подчинении.
Первым в декабре 1918 года был создан Астраханский УР в составе Каспийско-Кавказского фронта.
Приказом войскам Восточного фронта № 238, от 29 апреля 1919 года, в период наступления армий Колчака, были созданы Вятский, Казанский (впоследствии Сарапульский, Челябинский, Кокчетавский, Акмолинский), Симбирский (впоследствии Уфимский, Троицкий), Самарский и Саратовский УРы. С продвижением частей Красной армии на восток были созданы Оренбургский (июнь 1919 год), Стерлитамакский (впоследствии Верхнеуральский, Звериноголовский), Пензенский (июль 1919 год), Екатеринбургский и Уральский (август 1919 год) УРы.
После освобождения Сибири УРы были расформированы, на территории бывших казачьих войск (Акмолинский, Актюбинский, Оренбургский, Троицкий, Уральский) УРы сохранялись до начала 1921 года.
На Южном фронте, летом 1919 года, УРы были созданы на Украине для обороны Екатеринослава (июнь 1919 года) и Киева (авг. 1919 года), в Поволжье — для обороны Камышина (июнь — июль 1919 года) и Астрахани. Система УРов была создана на дальних подступах к Москве и включала Курский, Тульский (оба — с июня 1919 года), Воронежский, Тамбовский (оба — с июля 1919 года), Брянский, Льговский, Орловский (все с авг. 1919 года), Елецкий, Козловский, Внешний южного района обороны (все с сентября 1919 года). В ходе наступления армий Деникина осенью 1919 года в соответствии с постановлением Совета Рабоче-Крестьянской Обороны от 24 сентября 1919 года они составили единую сеть на подступах к Москве, а после перехода Красной армии в контрнаступление в декабре 1919 года были расформированы.
УРы действовали также в составе Западного (наиболее важную роль сыграл Петроградский) и Туркестанского фронтов. В ходе боев с армией Врангеля были созданы Ейский, Екатеринодарский (июнь — сентябрь 1920 года), Киевский (октябрь 1920 года — март 1921 года) и Одесский (октябрь — декабрь 1920 года) УРы.
УРы создавались также для обороны побережья на случай нападения со стороны моря: Мурманский и Архангельский на Севере России, Керченский и другие.
Всего за время Гражданской войны было создано 45 УРов. После её окончания большинство было расформировано или переформированно.

## Межвоенный период
Первым идею организации фортификационных сооружений капитального типа, вдоль предполагаемой линии обороны, в виде узлов сопротивления, долговременных укреплённых позиций, выдвинул советский инженер-фортификатор Хмельков С. А. в 1920 году. Разработанная им система фортификации получила наименование Укреплённого района и представляла собой рубеж или полосу местности, оборудованные долговременными и полевыми фортификационными сооружениями, прикрываемыми заграждениями всех видов и системой огня, а также гарнизонами специальных войск (сил), предназначенных для самостоятельных действий или совместно с полевыми войсками. В отличие от крепости, УР имел открытый тыл для связи с внутренними территориями страны.
В период времени с 1920 по 1926 год теория укрепрайонов С. Хмельковым была доработана и изложена в работе «Узлы сопротивления современных долговременных укрепленных позиций».

Укрепрайон представлял собой полосу местности, оборудованную системой долговременных и полевых фортификационных сооружений и подготовленную для длительной обороны специально предназначенными войсками во взаимодействии с общевойсковыми частями и соединениями. Каждому УРу определялись соответствующие полоса и глубина обороны.— Полковник А.Г. Хорьков, доктор исторических наук, Укреплённые районы на западных границах СССР
После доклада Хмелькова С. А. на совещании при оперативном управлении штаба Красной Армии, было принято решение: «Считать основной формой фортификационной подготовки границ государства к войне не крепость, а укреплённый район».
На заседании Реввоенсовета СССР (РВС СССР) проходившем 11 января 1928 года было рассмотрено решение о постройке укреплённых районов на угрожаемых направлениях. По данному вопросу выступил с докладом «О необходимости построить укреплённые районы» начальник I-го Управления РККА В. К. Триандафиллов. Предложив построить:
1. Карельский укреплённый район, как обеспечивающий Ленинград со стороны Финляндии;
2. Полоцкий и Мозырский укреплённые районы, как обеспечивающие сосредоточение и развертывание наших сил;
3. Киевский укреплённый район, как обеспечивающий совместно с Мозырским укреплённым районом удержание Киевского района и переправ через реку Днепр в период развития главных операций.

РВС СССР принял следующее решение:
1. Признать необходимым в 1927—1928 году на предусмотренные сметой средства приступить к постройке Карельского укреплённого района, с расчётом закончить все работы по этому району в двухгодичный срок.
2. Предложить начальнику Штаба РККА план и программу постройки Полоцкого, Мозырского и Киевского укреплённых районов представить на рассмотрение и утверждение наркома.
3. Для проведения работ по Карельскому укрепленному району немедленно создать строительный орган. Состав его определить тов. Уншлихту.
4. Начальнику Штаба совместно с Начальником снабжения ещё раз пересмотреть все финансовые расчёты в целях их снижения.
5. Подробный исполнительный план работ по Карельскому укреплённому району представить на утверждение к 25 марта 1928 года

На основании приказа № 90 РВС СССР, 19 марта 1928 года, по программе фортификационной подготовки границ государства к войне, на важнейших операционных направлениях, ведущих в глубь территории страны, в 1928 г. началось строительство первых тринадцати УРов, получалась линия обороны, которая в годы войны в материалах немецко-фашистской пропаганды, получила название «Линия Сталина».
В соответствии с приказами РВС СССР № 006 от 18 апреля и № 007 от 22/23 апреля 1931 г. для руководства строительством сооружений, в УВО создавалось Киевское управление инспектора инженерных войск РККА (расформировано приказом РВС СССР № 006 от 25 февраля 1932 г.), а по приказу РВС СССР № 007 от 25 февраля 1932 г. — на Дальнем Востоке, Хабаровское управление инспектора инженерных войск РККА КДВО.

… я хотел бы остановиться на судьбе новых и старых укреплённых районов (УРов). К строительству новых укреплённых районов на западной границе приступили в начале 1940 года. Проект строительства УРов был утверждён И. В. Сталиным по докладу К. Е. Ворошилова и Б. М. Шапошникова.
Строительство укреплённых районов к июню 1941 года завершено не было.
К началу войны удалось построить около 2500 железобетонных сооружений, из коих 1000 была вооружена УРовской артиллерией, а остальные 1500 — только пулемётами.
Если говорить об Украине, то в наибольшей боевой готовности в июне 1941 года находились Рава-Русский и Перемышльский районы, которые в первые дни войны сыграли весьма положительную роль, о чём будет сказано дальше.
Теперь я хочу внести ясность в вопрос о снятии артиллерийского вооружения со старых укреплённых районов.
В феврале — марте 1941 года на Главном Военном совете Красной Армии дважды обсуждалось, как быстрее закончить строительство новых УРов и их вооружение. Мне хорошо запомнились острые споры, развернувшиеся на заседании совета. Но как ни спорили, а практического выхода для ускорения производства УРовской артиллерии и обеспечения необходимой УРовской аппаратурой найдено не было.
Тогда заместитель наркома по вооружению маршал Г. И. Кулик и заместитель наркома по УРам маршал Б. М. Шапошников, а также член Главного военного совета А. А. Жданов внесли предложение снять часть УРовской артиллерии с некоторых старых укреплённых районов и перебросить её для вооружения новых строящихся укреплённых районов. Нарком обороны маршал С. К. Тимошенко и я не согласились с этим предложением, указав на то, что старые УРы ещё могут пригодиться. Да и артиллерия старых УРов по своей конструкции не соответствовала новым дотам.
Ввиду разногласий, возникших на Главном военном совете, вопрос был доложен И. В. Сталину. Согласившись с мнением Г. И. Кулика, Б. М. Шапошникова, А. А. Жданова, он приказал снять часть артиллерийского вооружения с второстепенных участков и перебросить его на западное и юго-западное направления, временно приспособив эту конструктивно устаревшую артиллерию для новых сооружений.
Старые УРы были построены в период 1929—1935 годов. Долговременные огневые точки в основном были вооружены пулемётами. В 1938—1939 годах ряд дотов был усилен артиллерийскими системами. Решением Главного военного совета Красной Армии от 15 ноября 1939 года штатная численность войск старых укреплённых районов должна была сократиться больше чем на одну треть. Теперь с некоторых участков снималось артиллерийское вооружение.
Однако после вторичного доклада И. В. Сталину нам было разрешено сохранить на разоружаемых участках часть артиллерийского вооружения.
По вопросу об УРах, строительство которых началось в 1938—1939 годах, Генеральным штабом 8 апреля 1941 года были даны командующим Западным и Киевским особыми военными округами директивы следующего содержания:
«Впредь до особых указаний Слуцкий, Себежский, Шепетовский, Изяславльский, Староконстантиновский, Остропольский укреплённые районы содержать в состоянии консервации.
Для использования указанных укреплённых районов в военное время подготовить и провести следующие мероприятия: — создать кадры управлений укрепрайонов; — для завершения системы артиллерийско-пулемётного огня в каждом узле обороны и опорном пункте создать площадки для деревоземляных или бутобетонных сооружений, которые необходимо будет построить в первые десять дней с начала войны силами полевых войск; — на основании проектов и технических указаний Управления оборонительного строительства Красной Армии рассчитать потребность вооружения и простейшего внутреннего оборудования; — в расчете сил, средств и планов работ учесть железобетонные сооружения, построенные в 1938—1939 гг. в Летичевском, Могилевском, Ямпольском, Новоград-Волынском, Минском, Полоцком и Мозырском укрепрайонах.
Начальнику Управления оборонительного строительства разработать и к 1.5.41 г. направить в округа технические указания по установке вооружения и простейшего внутреннего оборудования в сооружениях 1938—1939 гг.» (Архив МО СССР, ф. 73, оп. 12109, д. 5789).
В отношении приведения в боевую готовность вооружений УРовских дотов и дзотов на рубежах старой государственной границы был допущен просчёт во времени. Директива Генштаба требовала приведения их в боевую готовность на десятый день начала войны. Но фактически многие рубежи УРов были захвачены противником раньше этого срока.
УРы на старой государственной границе не были ликвидированы и полностью разоружены, как об этом говорится в некоторых мемуарах и исторических разработках. Они были в основном сохранены на всех важнейших участках и направлениях, и имелось в виду дополнительно их усилить. Но ход боевых действий в начале войны не позволил полностью осуществить задуманные меры и должным образом использовать старые укреплённые районы.
Относительно новых укреплённых районов наркомом обороны и Генштабом неоднократно давались указания округам об ускорении строительства. На укреплении новых границ ежедневно работало почти 140 тысяч человек.
Я позволю себе привести одну из директив Генерального штаба по этому вопросу от 14 апреля 1941 года:
«Несмотря на ряд указаний Генерального штаба Красной Армии, монтаж казематного вооружения в долговременные боевые сооружения и приведение сооружений в боевую готовность производится недопустимо медленными темпами.
Народный комиссар обороны приказал:
1. Все имеющееся в округе вооружение для укреплённых районов срочно смонтировать в боевые сооружения и последние привести в боевую готовность.
2. При отсутствии специального вооружения установить временно (с простой заделкой) в амбразурные проёмы и короба пулемёты на полевых станках и, где возможно, орудия.
3. Приведение сооружений в боевую готовность производить, несмотря на отсутствие остального табельного оборудования сооружений, но при обязательной установке броневых, металлических и решетчатых дверей.
4. Организовать надлежащий уход и сохранность вооружения, установленного в сооружениях.
5. Начальнику Управления оборонительного строительства Красной Армии немедленно отправить в округа технические указания по установке временного вооружения в железобетонные сооружения.

О принятых мерах донести к 25.4.41 в Генеральный штаб Красной Армии.
пп. Начальник Генштаба Красной Армии

генерал армии — Г. Жуков
верно: Начальник отдела укрепрайонов

Генштаба Красной Армии

генерал-майор — С. Ширяев
— Г. Жуков «Воспоминания и размышления», Глава девятая. Накануне Великой Отечественной войны.
Постановлением Главного Военного Совета от 21 мая 1941 г., для обеспечения боевой готовности построенных и строящихся укреплённых районов, было признано необходимым в период с 1 июля по 10 октября сформировать дополнительно 110 артиллерийско-пулемётных батальонов, 6 артиллерийских дивизионов, 16 отдельных артиллерийских батарей.
Всего в СССР к 1941 году было построено, в разной степени готовности, около 40 УРов в Европейской части и несколько на Дальнем Востоке СССР.
УРы получали наименования по названиям городов, где располагались их штабы (управления, главные базы), позднее (во время ВОВ) по номерам. Делились на сектора, а последние — на участки.

### Великая Отечественная война

#### Список УРов, участвовавших в ВОВ
Оперативная группа укрепленных районов (ОГ УР) ОГ УР, Тип части: Оперативная группа, Период действия: 26.07.1942 — 18.09.1942
Красногвардейский укрепленный район (Красногвардейский УР) Красногвардейский УР, Тип части: Укрепленный район, Период действия: 23.07.1941 — 13.09.1941
Московский укрепленный район (Московский УР) Московский УР, Тип части: Укрепленный район, Период действия: 16.12.1941 — 16.01.1942, Переформировано в: 157 УР
Новгородский укрепленный район (Новгородский УР) Новгородский УР, Тип части: Укрепленный район, Период действия: 10.07.1941 — 30.07.1941, Сформировано из: 25 УР, 46 УР
1 укрепленный район — Киевский (1 УР) 1 УР, Тип части: Укрепленный район, Период действия: 06.07.1941 — 27.12.1941
2 укрепленный район — Владимир-Волынский (I) (2 УР)
2 УР, Тип части: Укрепленный район, Период действия: 22.06.1941 — 27.12.1941
2 укрепленный район (II) (2 УР)
2 УР, Тип части: Укрепленный район, Период действия: 20.03.1943 — 09.05.1945
3 укрепленный район — Летичевский (3 УР) 3 УР, Тип части: Укрепленный район, Период действия: 22.06.1941 — 27.12.1941
4 укрепленный район — Струмиловский (I) (4 УР)
4 УР, Тип части: Укрепленный район, Период действия: 22.06.1941 — 27.12.1941
4 укрепленный район — Хабаровский (II) (4 УР)
4 УР, Тип части: Укрепленный район, Период действия: 09.08.1945 — 03.09.1945
5 укрепленный район — Коростеньский (I) (5 УР)
5 УР, Тип части: Укрепленный район, Период действия: 22.06.1941 — 30.08.1941
5 укрепленный район (II) (5 УР)
5 УР, Тип части: Укрепленный район, Период действия: 19.07.1943 — 11.11.1943
6 укрепленный район — Рава-Русский (I) (6 УР)
6 УР, Тип части: Укрепленный район, Период действия: 22.06.1941 — 27.12.1941
6 укрепленный район (II) (6 УР)
6 УР, Тип части: Укрепленный район, Период действия: 09.08.1945 — 03.09.1945
7 укрепленный район — Новоград-Волынский (I) (7 УР)
7 УР, Тип части: Укрепленный район, Период действия: 22.06.1941 — 31.07.1941
7 укрепленный район — Краскинский (II) (7 УР)
7 УР, Тип части: Укрепленный район, Период действия: 09.08.1945 — 03.09.1945
8 укрепленный район — Перемышльский (I) (8 УР)
8 УР, Тип части: Укрепленный район, Период действия: 22.06.1941 — 27.12.1941
8 укрепленный район — Лесозаводский (II) (8 УР)
8 УР, Тип части: Укрепленный район, Период действия: 09.08.1945 — 03.09.1945
9 укрепленный район (9 УР)
9 УР, Тип части: Укрепленный район, Период действия: 01.04.1944 — 09.05.1945
10 укрепленный район — Каменец-Подольский (10 УР)
10 УР, Тип части: Укрепленный район, Период действия: 22.06.1941 — 30.08.1941
11 укрепленный район (11 УР)
11 УР, Тип части: Укрепленный район, Период действия: 22.06.1941 — 31.07.1941
12 укрепленный район — Могилев-Подольский — Ямпольский (12 УР)
12 УР, Тип части: Укрепленный район, Период действия: 22.06.1941 — 31.08.1941
13 укрепленный район — Шепетовский (I) (13 УР)
13 УР, Тип части: Укрепленный район, Период действия: 22.06.1941 — 27.12.1941
13 укрепленный район — Южный Ленинградский (II) (13 УР)
13 УР, Тип части: Укрепленный район, Период действия: 03.10.1942 — 28.01.1943
14 укрепленный район (14 УР)
14 УР, Тип части: Укрепленный район, Период действия: 13.07.1942 — 09.05.1945
15 укрепленный район — Остропольский (15 УР)
15 УР, Тип части: Укрепленный район, Период действия: 22.06.1941 — 27.12.1941
16 укрепленный район — Невский (16 УР)
16 УР, Тип части: Укрепленный район, Период действия: 02.08.1942 — 09.05.1945
17 укрепленный район — Изяславский (I) (17 УР)
17 УР, Тип части: Укрепленный район, Период действия: 22.06.1941 — 04.12.1941
21 укрепленный район (21 УР)
21 УР, Тип части: Укрепленный район, Период действия: 22.06.1941 — 10.10.1941
22 укрепленный район — Карельский (22 УР)
22 УР, Тип части: Укрепленный район, Период действия: 22.06.1941 — 09.05.1945
23 укрепленный район — Мурманский (23 УР)
23 УР, Тип части: Укрепленный район, Период действия: 22.06.1941 — 24.07.1942
25 укрепленный район — Псковский (25 УР)
25 УР, Тип части: Укрепленный район, Период действия: 22.06.1941 — 16.07.1941, Переформировано в: Новгородский УР
26 укрепленный район — Сортавальский (26 УР)
26 УР, Тип части: Укрепленный район, Период действия: 22.06.1941 — 21.07.1941
27 укрепленный район — Кексгольмский (27 УР)
27 УР, Тип части: Укрепленный район, Период действия: 22.06.1941 — 10.08.1941
28 укрепленный район — Выборгский (28 УР)
28 УР, Тип части: Укрепленный район, Период действия: 22.06.1941 — 06.08.1941
29 укрепленный район (29 УР)
29 УР, Тип части: Укрепленный район, Период действия: 22.06.1941 — 05.12.1941
31 укрепленный район — Даурский (31 УР)
31 УР, Тип части: Укрепленный район, Период действия: 09.08.1945 — 03.09.1945
32 укрепленный район — Борзинский (32 УР)
32 УР, Тип части: Укрепленный район, Период действия: 09.08.1945 — 03.09.1945
35 укрепленный район — Волоколамский (35 УР)
35 УР, Тип части: Укрепленный район, Период действия: 09.10.1941 — 10.10.1941, Переформировано в: Волоколамский боевой участок
36 укрепленный район — Можайский (36 УР)
36 УР, Тип части: Укрепленный район, Период действия: 09.10.1941 — 10.10.1941, Переформировано в: Можайский боевой участок
17 укрепленный район (II) (17 УР)
17 УР, Тип части: Укрепленный район, Период действия: 29.07.1942 — 09.05.1945
37 укрепленный район — Малоярославецкий (37 УР)
37 УР, Тип части: Укрепленный район, Период действия: 09.10.1941 — 10.10.1941, Переформировано в: Малоярославецкий боевой участок
38 укрепленный район — Калужский (38 УР)
38 УР, Тип части: Укрепленный район, Период действия: 09.10.1941 — 10.10.1941
41 укрепленный район — Либавский (41 УР)
41 УР, Тип части: Укрепленный район, Период действия: 22.06.1941 — 19.07.1941
42 укрепленный район — Шауляйский (42 УР)
42 УР, Тип части: Укрепленный район, Период действия: 22.06.1941 — 19.07.1941
44 укрепленный район — Каунасский (44 УР)
44 УР, Тип части: Укрепленный район, Период действия: 22.06.1941 — 19.07.1941
45 укрепленный район (45 УР)
45 УР, Тип части: Укрепленный район, Период действия: 22.06.1941 — 19.07.1941
46 укрепленный район — Тельшайский (46 УР)
46 УР, Тип части: Укрепленный район, Период действия: 22.06.1941 — 16.07.1941, Переформировано в: Новгородский УР
48 укрепленный район — Алитусский (48 УР)
48 УР, Тип части: Укрепленный район, Период действия: 22.06.1941 — 19.07.1941
51 укрепленный район — Ахалкалакский, Батумский (51 УР)
51 УР, Тип части: Укрепленный район, Период действия: 23.11.1941 — 09.12.1942
52 укрепленный район (52 УР)
52 УР, Тип части: Укрепленный район, Период действия: 02.06.1942 — 17.07.1942
53 укрепленный район (53 УР)
53 УР, Тип части: Укрепленный район, Период действия: 09.07.1942 — 10.10.1942, Переформировано в: 270 сд
54 укрепленный район (54 УР)
54 УР, Тип части: Укрепленный район, Период действия: 19.07.1942 — 11.05.1945 (в составе 40-й, 5-й гв., а также 53-й армии (299-й дивизии))
58 укрепленный район — Себежский (58 УР)
58 УР, Тип части: Укрепленный район, Период действия: 22.06.1941 — 12.07.1941
61 укрепленный район — Полоцкий (61 УР)
61 УР, Тип части: Укрепленный район, Период действия: 22.06.1941 — 28.09.1941
62 укрепленный район — Брест-Литовский, Спас-Деменский (62 УР)
62 УР, Тип части: Укрепленный район, Период действия: 22.06.1941 — 01.12.1941
63 укрепленный район — Минско-Слуцкий (63 УР)
63 УР, Тип части: Укрепленный район, Период действия: 22.06.1941 — 28.09.1941
64 укрепленный район — Замбровский (64 УР)
64 УР, Тип части: Укрепленный район, Период действия: 22.06.1941 — 27.12.1941
65 укрепленный район — Мозырьский (65 УР)
65 УР, Тип части: Укрепленный район, Период действия: 22.06.1941 — 27.12.1941
66 укрепленный район — Осовецкий (66 УР)
66 УР, Тип части: Укрепленный район, Период действия: 22.06.1941 — 27.12.1941
68 укрепленный район — Гродненский, Вяземский (68 УР)
68 УР, Тип части: Укрепленный район, Период действия: 22.06.1941 — 28.09.1941
69 укрепленный район (69 УР)
69 УР, Тип части: Укрепленный район, Период действия: 01.07.1942 — 19.02.1943
70 укрепленный район (70 УР)
70 УР, Тип части: Укрепленный район, Период действия: 28.05.1942 — 10.08.1942
73 укрепленный район (73 УР)
73 УР, Тип части: Укрепленный район, Период действия: 01.07.1942 — 28.07.1942
74 укрепленный район (74 УР)
74 УР, Тип части: Укрепленный район, Период действия: 02.06.1942 — 29.07.1942
75 укрепленный район (75 УР)
75 УР, Тип части: Укрепленный район, Период действия: 30.06.1942 — 10.10.1942, Переформировано в: 305 сд
76 укрепленный район (76 УР)
76 УР, Тип части: Укрепленный район, Период действия: 12.08.1942 — 04.05.1943, Переформировано в: 1 гв. УР
77 укрепленный район (77 УР)
77 УР, Тип части: Укрепленный район, Период действия: 06.08.1942 — 09.05.1945
78 укрепленный район (78 УР)
78 УР, Тип части: Укрепленный район, Период действия: 15.08.1942 — 10.09.1944
79 укрепленный район (79 УР)
79 УР, Тип части: Укрепленный район, Период действия: 11.06.1942 — 09.05.1945
80 укрепленный район — Рыбницкий (80 УР)
80 УР, Тип части: Укрепленный район, Период действия: 22.06.1941 — 06.08.1941, Переформировано в: опулсбр
81 укрепленный район — Дунайский (81 УР)
81 УР, Тип части: Укрепленный район, Период действия: 22.06.1941 — 15.07.1941
82 укрепленный район — Тираспольский (82 УР)
82 УР, Тип части: Укрепленный район, Период действия: 22.06.1941 — 08.09.1941
83 укрепленный район — Одесский (83 УР)
83 УР, Тип части: Укрепленный район, Период действия: 29.07.1941 — 08.09.1941
84 укрепленный район — Верхне-Прутский (84 УР)
84 УР, Тип части: Укрепленный район, Период действия: 22.06.1941 — 15.07.1941
86 укрепленный район — Нижне-Прутский (86 УР)
86 УР, Тип части: Укрепленный район, Период действия: 22.06.1941 — 15.07.1941
90 укрепленный район — Ловатский (90 УР)
90 УР, Тип части: Укрепленный район, Период действия: 03.04.1942 — 01.07.1942
91 укрепленный район (91 УР)
91 УР, Тип части: Укрепленный район, Период действия: 09.04.1942 — 09.05.1945
101 укрепленный район — Благовещенский (101 УР)
101 УР, Тип части: Укрепленный район, Период действия: 09.08.1945 — 03.09.1945
102 укрепленный район — Усть-Сунгарийский (102 УР)
102 УР, Тип части: Укрепленный район, Период действия: 09.08.1945 — 03.09.1945
103 укрепленный район — Нижне-Амурский (103 УР)
103 УР, Тип части: Укрепленный район, Период действия: 09.08.1945 — 03.09.1945
104 укрепленный район — Декастринский (104 УР)
104 УР, Тип части: Укрепленный район, Период действия: 09.08.1945 — 03.09.1945
105 укрепленный район — Гродековский (105 УР)
105 УР, Тип части: Укрепленный район, Период действия: 09.08.1945 — 03.09.1945
106 укрепленный район — Полтавский (106 УР)
106 УР, Тип части: Укрепленный район, Период действия: 09.08.1945 — 03.09.1945
107 укрепленный район — Барабашский (107 УР)
107 УР, Тип части: Укрепленный район, Период действия: 09.08.1945 — 03.09.1945
108 укрепленный район — Посьетский (108 УР)
108 УР, Тип части: Укрепленный район, Период действия: 09.08.1945 — 03.09.1945
109 укрепленный район — Иманский (109 УР)
109 УР, Тип части: Укрепленный район, Период действия: 09.08.1945 — 03.09.1945
110 укрепленный район — Славянский (110 УР)
110 УР, Тип части: Укрепленный район, Период действия: 09.08.1945 — 03.09.1945
111 укрепленный район — Шуфанский (111 УР)
111 УР, Тип части: Укрепленный район, Период действия: 09.08.1945 — 03.09.1945
112 укрепленный район — Хорольский (112 УР)
112 УР, Тип части: Укрепленный район, Период действия: 09.08.1945 — 03.09.1945
113 укрепленный район — Хасанский (113 УР)
113 УР, Тип части: Укрепленный район, Период действия: 09.08.1945 — 03.09.1945
115 укрепленный район (115 УР)
115 УР, Тип части: Укрепленный район, Период действия: 15.07.1942 — 09.05.1945
116 укрепленный район (116 УР)
116 УР, Тип части: Укрепленный район, Период действия: 15.08.1942 — 10.09.1944
117 укрепленный район (117 УР)
117 УР, Тип части: Укрепленный район, Период действия: 03.06.1942 — 29.07.1942
118 укрепленный район (118 УР)
118 УР, Тип части: Укрепленный район, Период действия: 01.07.1942 — 09.05.1945
119 укрепленный район (119 УР)
119 УР, Тип части: Укрепленный район, Период действия: 16.05.1942 — 09.05.1945
150 укрепленный район (150 УР)
150 УР, Тип части: Укрепленный район, Период действия: 04.06.1942 — 03.09.1945
151 укрепленный район (151 УР)
151 УР, Тип части: Укрепленный район, Период действия: 04.04.1942 — 30.03.1943
152 укрепленный район — Можайский (152 УР)
152 УР, Тип части: Укрепленный район, Период действия: 23.01.1942 — 09.05.1945
153 укрепленный район (153 УР)
153 УР, Тип части: Укрепленный район, Период действия: 21.01.1942 — 09.05.1945
154 укрепленный район — Малоярославецкий (154 УР)
154 УР, Тип части: Укрепленный район, Период действия: 09.01.1942 — 29.06.1944, Переформировано в: 343 сд
155 укрепленный район — Волоколамский (155 УР)
155 УР, Тип части: Укрепленный район, Период действия: 14.01.1942 — 09.05.1945
156 укрепленный район — Одинцовский (156 УР)
156 УР, Тип части: Укрепленный район, Период действия: 27.01.1942 — 01.05.1944, Переформировано в: 327 сд
157 укрепленный район — Московский (157 УР)
157 УР, Тип части: Укрепленный район, Период действия: 16.01.1942 — 09.05.1945, Сформировано из: Московский УР
158 укрепленный район (158 УР)
158 УР, Тип части: Укрепленный район, Период действия: 07.02.1942 — 10.08.1942
159 укрепленный район (159 УР)
159 УР, Тип части: Укрепленный район, Период действия: 16.03.1942 — 11.05.1945
160 укрепленный район (160 УР)
160 УР, Тип части: Укрепленный район, Период действия: 13.03.1942 — 03.05.1944, Переформировано в: 329 сд
161 укрепленный район (161 УР)
161 УР, Тип части: Укрепленный район, Период действия: 24.03.1942 — 09.05.1945
162 укрепленный район (162 УР)
162 УР, Тип части: Укрепленный район, Период действия: 30.05.1942 — 03.09.1945
Слуцко-Колпинский укрепленный район (Слуцко-Колпинский УР) Слуцко-Колпинский УР, Тип части: Укрепленный район, Период действия: 01.09.1941 — 03.10.1941, Сформировано из: Красногвардейский УР
Старо-Русский укрепленный район (Старо-Русский УР) Старо-Русский УР, Тип части: Укрепленный район, Период действия: 10.07.1941 — 30.07.1941
1 гвардейский укрепленный район (1 гв. УР) 1 гв. УР, Тип части: Укрепленный район, Период действия: 04.05.1943 — 09.05.1945, Сформировано из: 76 УР

### Послевоенное время
В 1960-х годах, резко обострились советско-китайские отношения, что впоследствии привело к военному конфликту на острове Даманский (1969). В соответствии с Директивой Генерального штаба ВС СССР началось восстановление укрепрайонов по всей советско-китайской границе, законсервированных в 1950-х годах.

## Наименования УРов
Гражданская война
Гражданская война (во время и после):
- Астраханский УР;
- Вятский УР;
- Казанский УР;
- Сарапульский УР;
- Челябинский УР;
- Кокчетавский УР;
- Акмолинский УР;
- Симбирский УР;
- Уфимский УР;
- Троицкий УР;
- Самарский УР;
- Саратовский УР;
- Оренбургский УР;
- Стерлитамакский УР;
- Верхнеуральский УР;
- Звериноголовский УР;
- Пензенский УР;
- Екатеринбургский УР;
- Уральский УР;
- Курский УР;
- Тульский УР;
- Воронежский УР;
- Тамбовский УР;
- Брянский УР;
- Льговский УР;
- Орловский УР;
- Елецкий УР;
- Козловский УР;
- Петроградский УР;
- Ейский УР;
- Екатеринодарский УР;
- Киевский УР;
- Одесский УР;
- Мурманский УР;
- Архангельский УР;
- Керченский УР;
- Кушкинский УР (создан в 1920)

Тираспольский УР на карте.

В 1926—1928 гг. началось строительство капитальных сооружений в УРах:
- Карельском (ЛВО);[2][8]
- Полоцком (БВО).

В период 1928—1938 гг. были созданы:
- Карельский;
- Кингисеппский (ЛВО);
- Псковский (ЛВО);
- Полоцкий;
- Минский (БВО);
- Мозырский (БВО);
- Коростенский (УВО);
- Новоград-Волынский (УВО);
- Летичевский (УВО);
- Могилев-Ямпольский (УВО);
- Киевский (УВО);
- Рыбницкий (УВО);
- Тираспольский (УВО);
- Проскуровский (УВО);

В период 1938—1939 гг. начато строительство:
- Островский;
- Себежский;
- Слуцкий;
- Изяславский (КВО, с 26.7.38 КОВО);
- Шепетовский (КВО, с 26.7.38 КОВО);
- Староконстантиновский (КВО, с 26.7.38 КОВО);
- Остропольский (КВО, с 26.7.38 КОВО);
- Каменец-Подольский (КВО, с 26.7.38 КОВО);

В 1932 г. начато строительство (не достроены):
- Гродековский (КДВО);
- Усть-Сунгарийский (КДВО) с. Михайло-Семёновское, Дальневосточный край;
- Благовещенский (КДВО);
- Забайкальский (КДВО);
- Нижне-Амурский (КДВО);
- Барабашский (КДВО) с. Барабаш;
- Полтавский (КДВО);
- Де-Кастринский (КДВО);

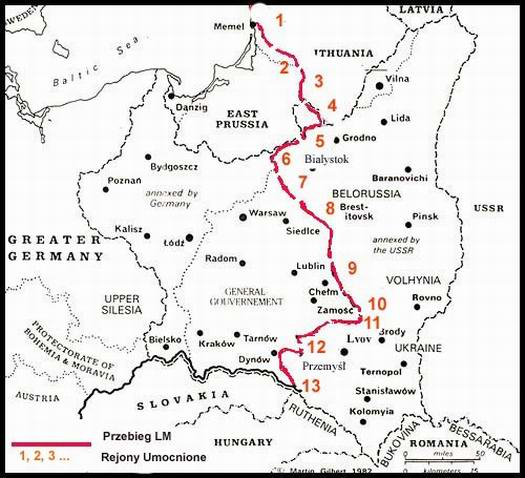
Укрепленные районы, (1939—1941 гг.) на западной границе СССР, так называемая „линия Молотова“, польская схема, под № 1. Тельшяйский. 2. Шяуляйский. 3. Каунасский. 4. Алитусский 5. Гродненский. 6. Осовецкий. 7. Замбрувский. 8. Брестский. 9. Ковельский. 10. Владимир-Волынский. 11. Каменка-Бугский (Каменка Струмиловский)
12. Рава-Русский. 13. Перемышльский.

В период 1940—1941 гг. вновь начато строительство:
- Мурманский;
- Сортавальский;
- Кексгольмский;
- Выборгский;
- Ханко;
- Титовский;
- Шяуляйский;
- Каунасский;
- Алитусский;
- Гродненский;
- Осовецкий;
- Замбровский;
- Брестский;
- Владимир-Волынский, КОВО;
- Струмиловский, КОВО;
- Рава-Русский, КОВО;
- Перемышльский, КОВО;
- Козельский;
- Верхне-Прутский, ОдВО;
- Нижне-Прутский, ОдВО;

В это же время, велись подготовительные работы по созданию:
- Дунайского, ОдВО;
- Одесского, ОдВО;
- Черновицкого (Черновицк), КОВО.

Великая Отечественная война
Великая Отечественная война (до, во время и после):
Строительство начато в июле 1941:
- Старо-Русский
- Красногвардейский укреплённый район в составе Ленинградского фронта.
- 1 ур (Киевский)[9];
- 14-й Старо-Константиновский укреплённый район — с 22.06.1941 Юго-Западного фронта;
- 21 ур;
- 22 УР;
- 25 ур;
- 150 ур;
- 162 ур;
- 10 — в составе Южного фронта;
- 12 — в составе Южного фронта.
- 80-й Рыбницкий укреплённый район — с 22.06.1941 9-я отдельная армия, с 24.06.1941 9-я отдельная армия Южного фронта;
- 82-й Тираспольский укреплённый район — с 22.06.1941 9-я отдельная армия, с 24.06.1941 9-я отдельная армия Южного фронта;

ВС СССР
В Советской Армии ВС СССР в 1970—1980-х гг. существовало 20 укрепленных районов (12 в ДВО, три в ЗабВО, 4 в ЗакВО и один в САВО):
- 1-й укреплённый район — Владивосток, Дальневосточный военный округ;
- 2-й укреплённый район — Хабаровск, 15-я армия Дальневосточного военного округа, состав — 3 отдельных пулемётно-артиллерийских батальона (опулаб), отдельный батальон танковых огневых точек (обтот);
- 3-й укреплённый район — Еврейская АО, 43-й армейский корпус Дальневосточного военного округа, состав — 681 опулаб, 804 опулаб, 67 обтот;
- 4-й укреплённый район — Приморский край, 5-я армия Дальневосточного военного округа, состав — 876 опулаб;
- 5-й укреплённый район — Приморский край, 5-я армия Дальневосточного военного округа, состав — 705 опулаб, 800 опулаб;
- 6-й укреплённый район — Грузинская ССР, 9-я армия Закавказского военного округа, состав — 48 опулаб, 54 опулаб;
- 7-й укреплённый район — Армянская ССР, 7-я гвардейская армия Закавказского военного округа, состав — 69 опулаб, 78 опулаб;
- 8-й укреплённый район — Грузинская ССР, 9-я армия Закавказского военного округа;
- 9-й укреплённый район — Армянская ССР, 7-я гвардейская армия Закавказского военного округа, состав — 1555 опулаб, 1585 опулаб;
- 10-й укреплённый район — Хоргос, Среднеазиатский военный округ, состав — пять опулаб (Гульча, Пржевальск, Чунджа, Хоргос, Зайсан), отдельный батальон огнеметных танков (Панфилов);
- 11-й укреплённый район — Дальневосточный военный округ;
- 12-й укреплённый район — Дальневосточный военный округ;
- 13-й укреплённый район — п. Краскино, Приморский край, 5-я армия Дальневосточного военного округа, состав — 473 опулаб, 570 опулаб;
- 14-й укреплённый район — ст. Шерлова Гора, Читинская область, Забайкальский военный округ
- 15-й укреплённый район — Приморский край, 5-я армия Дальневосточного военного округа, состав — 398 опулаб, 852 опулаб, 861 опулаб, 25 отб;
- 16-й укреплённый район — ст. Билютуй, Читинская область, Забайкальский военный округ
- 17-й укреплённый район — Приморский край, 5-я армия Дальневосточного военного округа, состав — 26 обтот;
- 18-й укреплённый район — 36-я армия, Читинская область, Забайкальский военный округ, штаб в г. Краснокаменске, состав — 960 обтот; гарнизоны: Краснокаменск[10], п. Нагадан[11], Победа[12], Среднеаргунск[13], Абагайтуй[14].
- 19-й укреплённый район — 36-я армия, Читинская область, Забайкальский военный округ, состав — 261 обтот;
- 20-й укреплённый район — Приморский край, Дальневосточный военный округ, состав — 803 опулаб, 879 опулаб.

Современность
Вооружённые силы Российской Федерации:
- Курильский УР;
  - 18-я пулемётно-артиллерийская дивизия;

## Фотогалерея
До сих пор существуют (сохранились) отдельные элементы УРов, некоторые фотографии этих элементов представлены ниже:

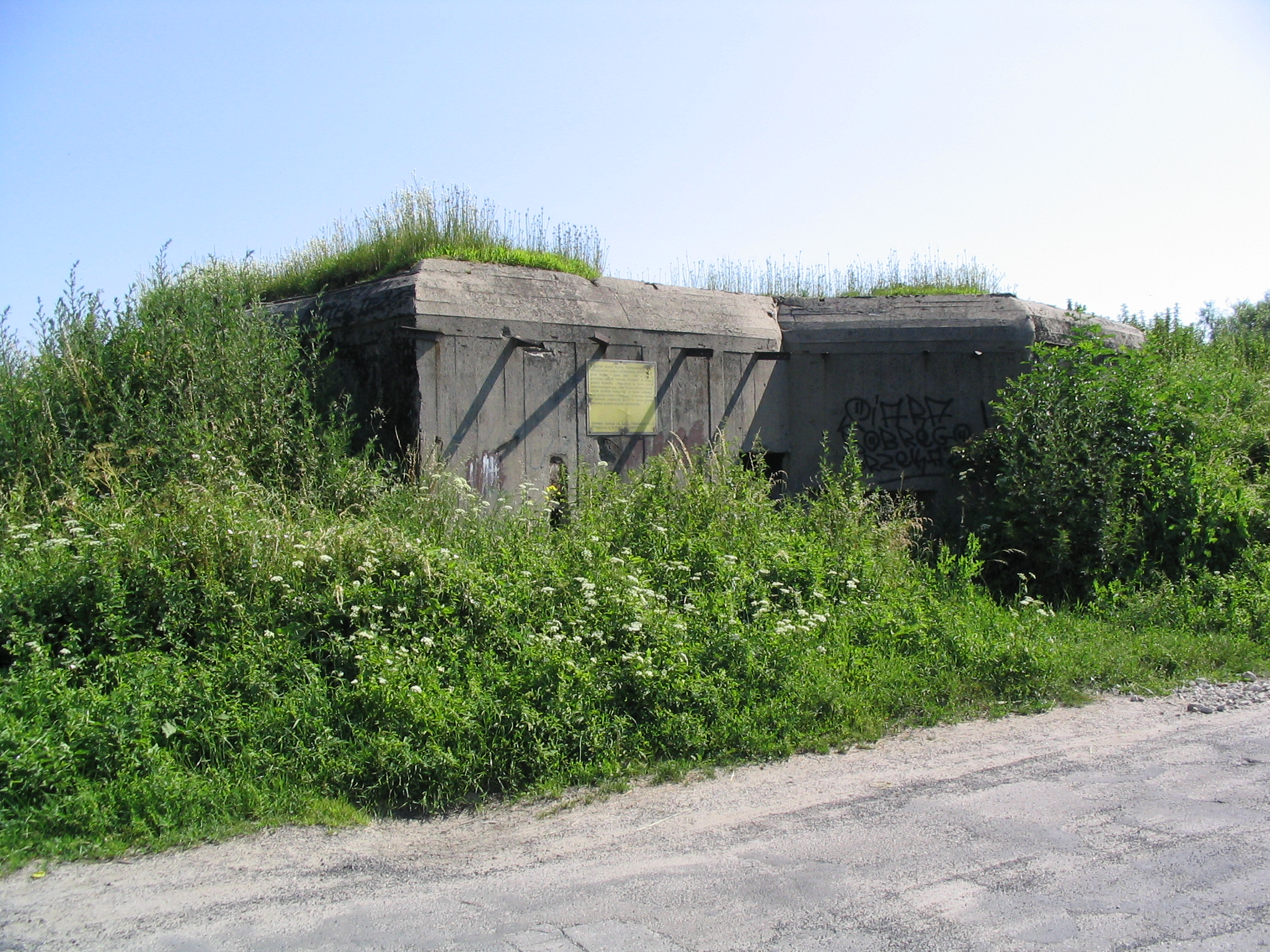
Остатки ДОТа УРа в городе Пшемысль на ул. Пшекопана, современная Польша.
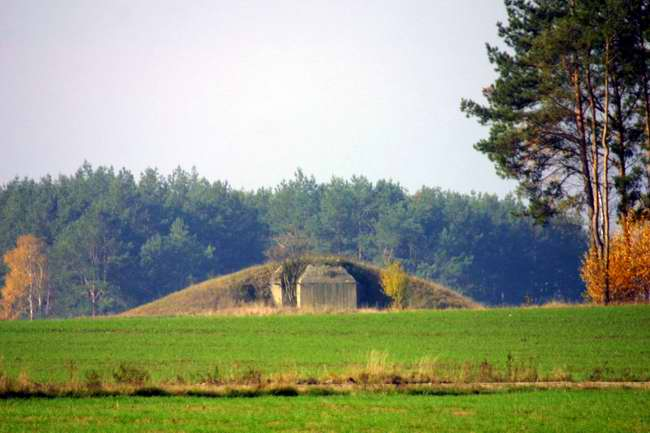
ДОТ УРа, современная Польша.
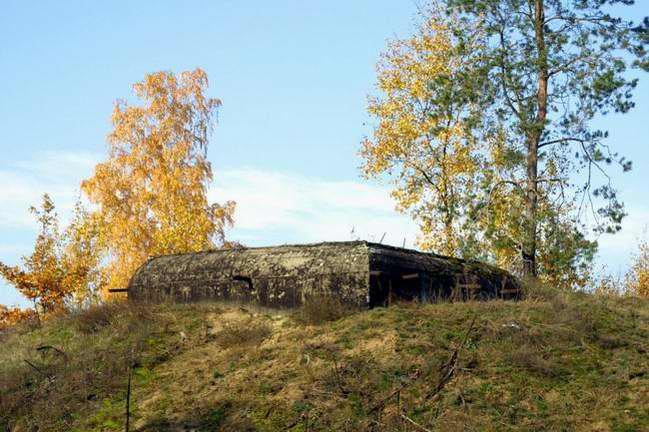
ДОТ УРа, район белорусско-польской границы в 1939-1940-х гг.
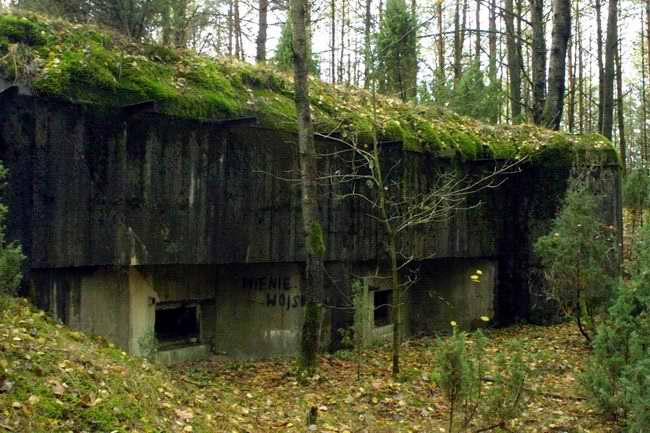
Амбразура ДОТа УРа
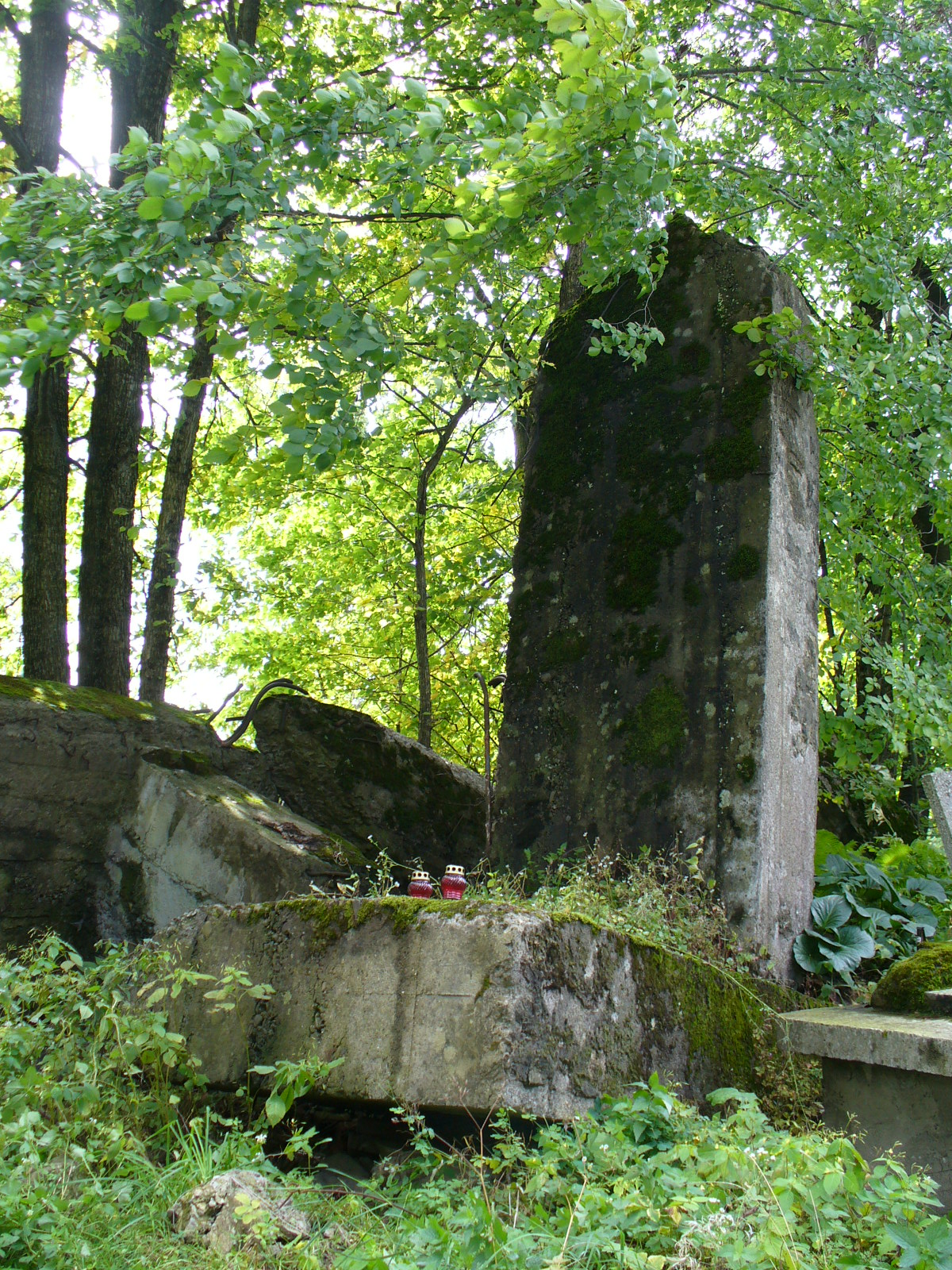
Развалины ДОТа УРа

## Интересные факты
- 1-й гвардейский укреплённый район (преобразован из 76-го укреплённого района) в годы Великой Отечественной войны, 4 мая 1943 года, удостоен звания „Гвардейский“[15]; многим присвоены почётные наименования.